# 戴薩特 (愛荷華州)
戴薩特（英語：Dysart）是一個位於美國愛荷華州泰馬縣的城市。

## 地理
戴薩特的座標為42°10′08″N 92°18′29″W / 42.16889°N 92.30806°W，而該地的平均海拔高度為296米（即971英尺）。

## 人口
根據2010年美國人口普查的數據，戴薩特的面積為3.24平方千米，當中陸地面積為3.24平方千米，而水域面積為0.00平方千米。當地共有人口1379人，而人口密度為每平方千米425人。